# الكسندر سميث (مخترع)
الكسندر سميث (بالإنجليزية: Alexander Smith)‏ هو مخترِع أمريكي، ولد في 14 أكتوبر 1818 في مقاطعة ميرسر في الولايات المتحدة، وتوفي في 5 نوفمبر 1878 في يونكيرس في الولايات المتحدة.